# HMS Olympus (N35)
«Олімпус» (N35) (англ. HMS Olympus (N35) — військовий корабель, підводний човен типу «Одін» Королівського військово-морського флоту Великої Британії часів Другої світової війни.

## Історія створення
«Олімпус» був закладений 14 квітня 1927 року на верфі компанії William Beardmore and Company, Клайдбанк. 14 червня 1930 року увійшов до складу Королівських ВМС Великої Британії.